# Glyptoteles
Glyptoteles är ett släkte av fjärilar. Glyptoteles ingår i familjen mott.
Kladogram enligt Catalogue of Life:
| Glyptoteles | \| \| Glyptoteles leucacrinella \| \| \| \| \| \| Glyptoteles macra \| \| \| \| |
|             | \| \| Glyptoteles leucacrinella \| \| \| \| \| \| Glyptoteles macra \| \| \| \| |
|             | Glyptoteles leucacrinella                                                       |
|             |                                                                                 |
|             | Glyptoteles macra                                                               |
|             |                                                                                 |